# 宮下泰明
宮下 泰明（みやした やすあき、1981年4月5日 - ）は、日本の実業家。AppBank株式会社創業者。ファッションモデルでニュートラルマネジメント （NMT inc.）所属の三枝こころは妹。
株式会社AppBankStoreの元・代表取締役社長。

## 来歴
石川県立七尾高等学校卒業。都留文科大学卒業後、新卒で入った会社で心を病んだため退職。その後インターンとしてガイアックスに入社。入社3ヶ月間村井智建（マックスむらい）が上司として指導した。その後、25歳の頃にカナダ・ワーキングホリデー・プログラムへ参加。帰国後、当時社長をしていた村井からスカウトを受け、2008年6月にモバイル用の占いコンテンツ制作会社GT-Agency入社。2008年10月にブログメディアAppBank.netを開設。

### AppBank設立の経緯と推移
宮下と村井はiPhone 3Gの発売日（2008年7月11日）の前夜、表参道のSoftBankショップに並びiPhoneを手にした。宮下はそれまでパソコンでしか自由に使えなかったインターネットがiPhoneを通して従来のネットユーザー以外に広がる将来性を感じ、これはビジネスになると予感した。

当時はiPhoneで収益を得るためにはアプリ開発・販売するしかないと考えていたが、作成するノウハウが全く無かった為、まずはiPhoneを紹介するサイトとしてAppBank.netを開設した。

宮下はAppBankの初代編集長であり、サイト内ではappbank名義で記事投稿を行っていた。AppBankがアプリレビューサイトとして成功すると、iPhoneアクセサリのレビューを開始し、EC・実店舗でのアクセサリ販売、広告代理、アプリ開発と、2014年6月現在、事業を拡大している。
2020年3月27日にAppBankの代表取締役社長を任期満了で退任。

## マックスむらい（村井智建）との関係
村井とは中学校の同級生で、宮下は村井をはじめて認識したのがいつか覚えていない。宮下は運良く旧能登地区で一番の進学校に合格し、成績優秀であった村井と同じ高校に進んだ。宮下は高校3年の時に受験勉強の為に下宿をする事にし、その下宿先に村井が先に住んで居たため二人は同じ屋根の下で1年集団生活をする事になった。

ほとんど友達が居なかった村井は、宮下が大量に購入してくる漫画を借りてずっと一人で読んで過ごしていた。
また高校3年の9月に一週間通して行われる文化祭・体育祭を休み、大学の見学や自分の心の確認をする為に二人で上京して先生からサボった事を酷く怒られたというエピソードがある。

お互いに尊敬する人物に名前を挙げる関係でもある。

## 人物
- 「むらい先生」「りおなり先生」などのように、人の名前に「先生」をつけて呼ぶことが多い。
- 「パズドラ究極攻略ニコ生」及び「AppBankがんばれ！マックスむらいのパズドラ攻略」に出演していたADむらいと同一人物である事を否定している[7]。
- 自称絵が得意。AppBankのロゴマークは宮下がiPhoneアプリで落書きした物を村井が気に入りロゴマークにした[8]。